# Здание Русско-Азиатского банка (Гомель)
Здание Русско-Азиатского банка (бел. Будынак Руска-Азіяцкага банка) — памятник архитектуры начала XX века, расположенный в центре Гомеля на углу улиц Советской и Ланге. В ряду зданий по улице Советской является объектом Государственного списка историко-культурных ценностей Республики Беларусь.

## История
В 1903 году в Гомеле было открыто комиссионерство Северного банка, которое спустя год было преобразовано в отделение. 30 июля 1910 года путём слияния Северного и Русско-Китайского банков был образован Русско-Азиатский банк. В 1910—1912 годах для Гомельского отделения Русско-Азиатского банка на углу улиц Румянцевской и Барона Нолькена (ныне — соответственно Советская и Ланге) было построено здание. Его архитектором выступил петербуржец Оскар Мунц.
На основании Декрета ВЦИК от 14 декабря 1917 года Русско-Азиатский банк был национализирован, а в его гомельском здании в разные годы действовали различные банковские учреждения. В настоящее время в нём располагается Главное управление Национального банка Республики Беларусь по Гомельской области.

## Архитектура
Здание банка представляет собой двухэтажное строение, образующее в плане букву «Г». Угловая часть здания скруглена и надстроена цилиндрической башней с куполом. Фасад разделён карнизным поясом на два яруса и украшен лепниной. На башне, по бокам от окна круглой формы, расположены фигура бога предпринимательства Меркурия и аллегорическая женская скульптура.
Внутренняя планировка первого этажа по замыслу архитектора была выполнена как анфиладная, второго этажа — коридорная.